# Wright City (Misuri)
Wright City es una ciudad ubicada en el condado de Warren en el estado estadounidense de Misuri. En el Censo de 2010 tenía una población de 3119 habitantes y una densidad poblacional de 198,72 personas por km².

## Geografía
Wright City se encuentra ubicada en las coordenadas 38°50′4″N 91°2′24″O / 38.83444, -91.04000. Según la Oficina del Censo de los Estados Unidos, Wright City tiene una superficie total de 15.7 km², de la cual 15.45 km² corresponden a tierra firme y (1.55%) 0.24 km² es agua.

## Demografía
Según el censo de 2010, había 3119 personas residiendo en Wright City. La densidad de población era de 198,72 hab./km². De los 3119 habitantes, Wright City estaba compuesto por el 86.95% blancos, el 5.67% eran afroamericanos, el 0.16% eran amerindios, el 0.45% eran asiáticos, el 0.03% eran isleños del Pacífico, el 3.69% eran de otras razas y el 3.05% pertenecían a dos o más razas. Del total de la población el 7.18% eran hispanos o latinos de cualquier raza.